# Tass (Hungria)
Tass é um município da Hungria, situado no condado de Bács-Kiskun. Tem 74,73 km² de área e sua população em 2015 foi estimada em 2.704 habitantes.